# Таганрізьке градоначальництво
Таганрізьке градоначальництво — адміністративно-територіальна одиниця Російської імперії в складі Катеринославської губернії з центром у місті Таганріг.
Утворене імператором Олександром I 8 жовтня 1802 року, проіснувало до 1888, офіційно скасоване 19 травня 1887 року.

## Градоначальники Таганрогу
- Дашков Аполлон Андрійович (1802—1805)
- Кампенгаузен Балтазар Балтазарович (1805—1809)
- Папков Петро Опанасович (1809—1822)
- Наумов Микола Олександрович (1822—1825)
- Дунаєв Олександр Іванович (1825—1832)
- Пфейліцер-Франк Отто Романович (1832—1843)
- Лівен Олександр Карлович (1844—1853)
- Адлерберг Микола Володимирович (1853—1854)
- Толстой Єгор Петрович (1854—1856)
- Лавров Михайло Адріянович (1856—1864)
- Перелешін Павло Олександрович (1864—1866)
- Шестаков Іван Олексійович (1866—1868)
- Кульчітський Лев Якович (1868—1873)
- Алферакі Ахіллес Миколайович (1873—1873) — міський голова, виконував обов'язки градоначальника з 25.11.1873 по 31.12.1873
- Фуругельм Іван Васильович (1874—1876)
- Максутов Павло Петрович (1876—1882)
- Зеленой Павло Олексійович (1882—1885)
- Вогак Іпполіт Костянтинович (1885—1887)

| Земля | Це незавершена стаття з географії. Ви можете допомогти проєкту, виправивши або дописавши її. |